# Gele beril
De Gele  beril is een beschrijving van de geschiedenis van de gelugtraditie van het Tibetaans boeddhisme door  Sanggye Gyatso.
Het werk verscheen in 1698 en beschrijft de historie van de traditie vanaf de periode van Tsongkhapa (1357-1419), de geestelijk vader van het gedachtegoed van de traditie, tot en met het werk van  Ngawang Lobsang Gyatso (1617-1682), de vijfde dalai lama. Sanggye Gyatso was in de periode 1678-1705  de regent in Tibet.
In 1642 was na een decennialange burgeroorlog de gelug de dominante traditie in Tibet geworden. Sanggye Gyatso was de architect van de verankering van de verworven machtspositie van de gelug. Hij was verantwoordelijk voor een enorme uitbreiding van het aantal kloosters en monniken van de gelug.
De Gele beril is de eerste Tibetaanse historische beschrijving van een traditie waar de nadruk uitdrukkelijk ligt op een uitbreiding van de Tibetaanse monastieke instituties. Meer dan de helft van het zeer uitgebreide werk is gewijd aan een geografisch geordende opsomming van haast duizend kloosters, die door de gelug gesticht waren dan wel na de burgeroorlog in beslag waren genomen en ontvreemd van andere tradities.
De kern van het boek is een register, waarin van ieder van de kloosters gegevens vermeld staan zoals de naam, de datum van stichting, de eventuele stichter en een lijst van abten tot eind zeventiende eeuw. De beschrijving per klooster vermeldt ook steeds de specifieke religieuze gebruiken en welke traditie van kloosterdiscipline geldt.
De grootste kloosters in Centraal-Tibet waren  Sera, Drepung en Ganden, die in de onmiddellijke omgeving van Lhasa liggen.  Die werden vaak de Drie Zetels van de gelug genoemd, omdat ze optraden als opdrachtgever voor honderden kleinere kloosters in het land. Ze werden gezamenlijk ook wel sendragasum genoemd; een samenvoeging van hun eerste lettergrepen. Het laatste deel van de Gele beril beschrijft het zeer uitgebreide netwerk van deze drie kloosters met  geaffilieerde kleinere  kloosters in andere delen van het land en de aantallen monniken uit die kleinere kloosters die als deel van hun opleiding  in de kloosters rondom Lhasa verblijven. Met name uit dit deel van de Gele beril wordt de organisatie van de gelug duidelijk. Het is een strategie om personeel aan zich te binden zodat die daarna de boodschap van de gelug in zoveel mogelijk delen van het land kunnen verspreiden.